# گایزلباخ
گایزلباخ (به آلمانی: Geiselbach) یک شهر در آلمان است که در آشافنبورگ واقع شده‌است. گایزلباخ ۲٬۱۲۶ نفر جمعیت دارد.